# لويس وولف (رجل أعمال)
لويس وولف (بالإنجليزية: Lewis Wolff)‏ هو شخصية أعمال أمريكي، ولد في 13 ديسمبر 1935 في سانت لويس في الولايات المتحدة.